# Катастрофа Ан-12 близ Усть-Илимска
Катастрофа Ан-12 близ Усть-Илимска — авиационная катастрофа, произошедшая в субботу 29 октября 1994 года. Военно-транспортный самолёт Ан-12А авиакомпании «Аэроника» выполнял плановый рейс 9223 (для ЕЛИИП) по маршруту Южно-Сахалинск—Усть-Илимск—Омск—Ермолино, но при посадке в Усть-Илимске из-за плохой погоды (иногда не соответствовавшей минимуму) пункт диспетчера посадки (ПДП) сообщил диспетчеру подхода, чтобы тот доложил экипажу, что им надо садиться на запасной аэропорт (Усть-Кута или Братска), но вместо этого диспетчер подхода сообщил пилотам об уходе в зону ожидания около аэропорта Усть-Илимска.
КВС (предположительно из-за соображений экономии (авиатопливо в Усть-Илимске было более дешёвым, чем в Усть-Куте и Братске, а также в других аэропортах региона; меньшей стоимости обслуживания взлёта; и наличия на борту самолёта груза — автомобилей, микроавтобусов и пассажиров, которые летели до Усть-Илимска)) хотел сесть именно в Усть-Илимске, хотя по данным погоды лучше всего было садиться на запасной аэропорт. В процессе посадки в аэропорту Усть-Илимск пилотам неоднократно сообщали об уходе на второй круг, но КВС не обратил на это внимания и в 2100 метров от торца взлётной полосы самолёт врезался в холм, разрушился и сгорел. Погибли все находившиеся на его борту 23 человека — 9 членов экипажа и 14 пассажиров.

## Самолёт
Ан-12А (регистрационный номер RA-11790, заводской 1400302, серийный 03-02) был выпущен Заводом №64 28 декабря 1961 года и в том же году совершил свой первый полёт. В сентябре 1964 года был передан ВВС Индонезии и получил бортовой номер T-120 (или PK-PU). В 1990-е годах был возвращён в Россию и переделан в летающую лабораторию. 7 апреля 1994 года был передан Ермолинскому лётно-исследовательскому испытательному предприятию (ЕЛИИП); в том же году был переделан в транспортный вариант. 11 августа того же года был передан в лизинг авиакомпании «Аэроника» от ЕЛИИП. Оснащён четырьмя турбовинтовыми двигателями АИ-20К производства Пермского моторного завода. На день катастрофы совершил 3966 циклов «взлёт-посадка» и налетал 7748 часов.

## Экипаж
Состав экипажа рейса 9223 был таким:
- Командир воздушного судна (КВС) — Владимир Ильич Антоненко.
- Второй пилот — Игорь Владимирович Лаухин.
- Штурман — Александр Васильевич Смородин.
- Бортмеханик — Николай Иванович Крюков.
- Бортмеханик-стажёр — Владимир Митрофанович Шпилько.
- Бортрадист — Владимир Васильевич Анопочкин.
- Бортоператор — Вячеслав Борисович Зимаков.
- Авиатехники — Алексей Степанович Бурёнкин и Андрей Владимирович Кузнецов.

Все члены экипажа были сотрудниками Ермолинского лётно-исследовательского испытательного предприятия (ЕЛИИП).

## Хронология событий

### Выполнение первого рейса, предполётная подготовка
24 октября 1994 года экипаж провёл предварительную подготовку к рейсу из Ермолино в Южно-Сахалинск с промежуточными посадками в Омске и Усть-Илимске и к обратному рейсу 9223 под руководством командного лётного состава ЕЛИИП — командира лётного отряда и главного штурмана. 25 октября в 10:40 МСК Ан-12А борт RA-11790 вылетел из Ермолино и, совершив промежуточные посадки в Омске и Усть-Илимске, в 14:50 26 октября приземлился в Южно-Сахалинске.
Вылет из Южно-Сахалинска переносился три раза из-за дозагрузки самолёта; после последнего переноса взлёт был назначен на 15:00. В 14:00 пилоты прошли медицинский контроль, а перед вылетом провели предполётную подготовку под руководством главного штурмана аэропорта Хомутово; замечаний по подготовке не было. Метеоусловия в аэропорту вылета (Хомутово), в аэропорту посадки (Усть-Илимск) и на запасных аэропортах (Усть-Кута и Братска) соответствовали минимуму. Перед вылетом самолёт был заправлен 18 000 килограммами авиатоплива ТС-1. По документам службы организации почтово-грузовых перевозок аэропорта Хомутово, всего на борту самолёта находилось 12 100 килограммов груза — 7500 килограммов рыбы, 2 легковых автомобиля и 2 микроавтобуса (их общий вес составлял 4600 килограммов). Также на борту самолёта помимо 9 членов экипажа находились 14 пассажиров, в том числе 5 детей возрастом менее 12 лет. Общая взлётная масса самолёта составила 68 400 килограммов, что на 7400 килограммов больше, чем предельно допустимая. По расчётам комиссии, центровка самолёта перед вылетом из Южно-Сахалинска была 27,4% САХ.

### Вылет из Южно-Сахалинска
Рейс 9223 вылетел из аэропорта Хомутово в 15:26. По данным, зафиксированным бортовым самописцем МС-61Б, взлёт и набор высоты прошли без происшествий. После набора высоты 7200 метров экипаж отключил самописец МС-61Б, что является нарушением РЛЭ (руководства по лётной эксплуатации) Ан-12. Пилоты снова включили самописец МС-61Б только уже при подлёте к аэропорту Усть-Илимска; впоследствии из-за этого выяснить какие-либо нарушения в технике, выполнениях экипажем технологических процедур и переговоров в кабине не представилось возможным. На самописце МСРП-12-96 сохранилась информация за последние 90 минут полёта; по его расшифровке было установлено, что неисправностей у самолёта на эшелоне 8600 метров не было.
Находясь на связи с РЦ (районным центром) УВД (управления воздушным движением) Киренска, экипаж запросил погоду в аэропорту Усть-Илимска и на запасных аэропортах Усть-Кута и Братска. По сообщению диспетчера районного центра Киренска, погода в Усть-Илимске и Усть-Куте была ниже разрешённого минимума, а после переговоров с диспетчером КВС принял решение садиться в Усть-Илимске.
К этому времени в аэропорту Усть-Илимск прошла медицинский контроль и встала на дежурство новая смена УВД, которая состояла из руководителя полётов аэропорта (РПА) Усть-Илимска, который также выполнял функции диспетчера посадки, диспетчера подхода и диспетчера аэродромного диспетчерского пункта (АДП). В нарушение правил руководитель полётов аэропорта не провёл инструктаж новой смены. В 18:07 пилоты рейса 9223 приступили к расчётному снижению c высоты 8600 метров до 6000 метров. В 18:12 экипаж доложил о занятии эшелона 6000 метров и был переведён на связь с Усть-Илимском. Самолёт в этот момент находился в 130 километрах от аэропорта Усть-Илимск, хотя (согласно требованиям) переход на связь самолётов с Усть-Илимском должен происходить в 70 километрах от аэропорта. В эту же минуту (в 18:12) экипаж установил связь с диспетчером подхода аэропорта Усть-Илимск, запросил заход по радиомаячной системе с контролем по посадочному локатору и разрешение на дальнейшее снижение с высоты 6000 метров. В 18:13 по команде диспетчера подхода пилоты начали расчётное снижение до 1500 метров. В процессе снижения экипаж выполнял контрольную карту «Перед снижением с эшелона» и при её выполнении допустил следующие отклонения — не передал сообщений о посадочных данных самолёта и скорость планирования по глиссаде; не уточнил условия захода на посадку и самой посадки в данной метеообстановке; не были распределены обязанности по управлению самолётом и контролю за полётом между членами экипажа на этом отрезке полёта.

### Подход к Усть-Илимску
В процессе снижения в кабине экипажа сработала сигнализация обледенения, из-за этого пилоты включили противообледенительную систему. На высоте 4000 метров противообледенительная система была включена полностью (был включён обогрев хвостового оперения, винтов и коков). В аэропорту Усть-Илимск, после начала дежурства новой смены УВД, машина ППРП (передвижной пункт руководителя полётов) первоначально была использована для доставки дежурного синоптика на старт. Из-за этого выезд руководителя полётов на взлётно-посадочную полосу был задержан до 18:17; впоследствии это сыграло роль в обеспечении посадки рейса 9223, который в этот момент находился в 100 километрах от аэропорта Усть-Илимск.
В 18:18 диспетчер подхода спросил о аэропорте вылета и проинформировал о погоде в аэропорту Усть-Илимск, которая в этот момент соответствовала разрешённому минимуму. Но уже через 3 минуты (в 18:21) сообщил об ухудшении видимости в аэропорту до 1200 метров (что не соответствовало разрешённому минимуму), а затем экипаж сообщил диспетчеру подхода, что запасным аэропортом является Братск. В 18:24 руководитель полётов аэропорта вышел на связь с диспетчером подхода и сообщил коэффициент сцепления на ВПП, который был равен 0,26 % (минимально разрешённое сцепление с искусственной ВПП для Ан-12 0,30 %), а также дал ему указание, чтобы он (диспетчер подхода) отправил рейс 9223 на запасной аэропорт. В 18:25 диспетчер подхода сообщил экипажу сцепление на ВПП и вместо того, чтобы отправить рейс 9223 на запасной аэропорт, запросил пилотов, чтобы они вошли в зону ожидания аэропорта Усть-Илимск; на тот момент самолёт находился в 65 километрах от аэропорта Усть-Илимск. В ответ на запрос об уходе в зону ожидания пилоты запросил параметры ветра на ВПП (они были следующими — направление 250° и скорость 6 м/сек), а в ответ им сообщили о расстоянии самолёта от аэропорта Усть-Илимска — 52 километра. Судя по записям речевого самописца, КВС принял решение продолжать заход на посадку в аэропорту Усть-Илимск; желание совершить посадку именно в Усть-Илимске было из-за (предположительно) соображений экономии — авиатопливо в аэропорту Усть-Илимск было более дешёвым, чем в других аэропортах региона, в том числе и в запасных аэропортах Усть-Кут и Братск; меньшая стоимость обслуживания взлёта; и наличие на борту самолёта груза (2 легковых автомобиля и 2 микроавтобуса) и пассажиров, которые летели до Усть-Илимска.
Из-за того, что машина ППРП не была оборудована радиостанцией связи авиационного диапазона, что является нарушением правил, руководитель полётов не мог слушать радиообмен диспетчера подхода с экипажем рейса 9223. Руководитель полётов аэропорта был уверен, что самолёт (по его команде) был отправлен на запасной аэропорт и (предположительно, уже не думая о выполнении операций диспетчера посадки), приступил к организации (через диспетчера РДП) оповещения о прекращении аэропортом Усть-Илимск приёма самолётов в связи с очисткой ВПП. Только в 18:29 в ходе переговоров с диспетчером подхода РПА узнал, что самолёт продолжает заход на посадку, но не настоял на своём первоначальном решении о его отправке на запасной аэропорт. Также РПА, полагая, что КВС рейса 9223 сам примет решение об уходе на запасной аэропорт, не принял экстренных мер по обеспечению контроля над посадкой самолёта.

### Заход на посадку
В 18:29 экипаж занял высоту 1500 метров в 30 километрах от аэропорта Усть-Илимск с курсом следования 280°. На запрос авиадиспетчера подхода: 790, будете снижаться? командир принял решение снизиться с 1500 метров до 800 метров, что также является нарушением правил. На тот момент погода в аэропорту Усть-Илимск снова не соответствовала минимуму и состояние взлётной полосы не соответствовало требованиям (коэффициент сцепления был 0,26 %, а минимально допустимый для Ан-12 — 0,30 %). Диспетчер подхода разрешил снижение по давлению аэродрома до высоты 600 метров и заход на посадку по радиомаякам. Пилоты установили давление аэропорта на высотомерах, убедились в совпадениях их показаний и начали снижение до 600 метров. В процессе снижения, на скорости 350 км/ч, экипаж выпустил шасси. В 18:31 (в 19 километрах от аэропорта Усть-Илимск и при боковом уклонении 3 километра) экипаж занял высоту 600 метров, доложил об этом диспетчеру подхода и получил от него указание на снижение до высоты 400 метров (высоты круга) к четвёртому развороту. В процессе снижения экипаж выпустил закрылки на 20°.
В 15 километрах от ВПП и при боковом уклонении 1 километр рейс 9223 занял высоту 400 метров в районе четвёртого разворота и приступил к довороту на посадочный курс. Последним радиосообщением с борта рейса -223 стало сообщение бортрадиста: 790, на 400 метров выполняю четвертый. В 18:33 (в 13 километрах от аэропорта Усть-Илимск) экипаж завершил выполнение доворота. После выхода самолёта на посадочный курс штурман определил, что угол сноса самолёта —8° и сообщил командиру о том, что надо выдерживать курс 265°. КВС принял эту информацию и дал команду выпустить закрылки на максимум. В 10 километрах от аэропорта Усть-Илимск бортмеханик сообщил, что закрылки вышли на 35° (на максимум). О выпуске закрылков косвенно свидетельствует падение скорости самолёта до 265 км/ч. Полёт рейса 9223 по предпосадочной прямой проходил на высоте 350-400 метров.
В 18:34 экипаж получил результаты контрольного замера погоды, которые соответствовали разрешённому минимуму, и подтвердил решение о продолжении захода на посадку. Посадочная масса самолёта не превышала 54 400 килограммов. Для восстановления необходимой приборной скорости пилоты увеличили режим работы всех четырёх двигателей и после этого приборная скорость рейса 9223 стала 280 км/ч, что на 10 км/ч больше, чем рекомендованная скорость для Ан-12 с посадочной массой 54 400 килограммов. Активное пилотирование самолёта при посадке осуществлял КВС, а управляемость самолёта соответствовала аэродинамическим характеристикам.
В 8 километрах от аэропорта Усть-Илимск, по докладу штурмана и сообщению диспетчера похода, самолёт подошёл к глиссаде с курсом 255° и углом сноса —8°. По расчётам, высота самолёта в 8 километрах от ВПП составляла 340-350 метров, что на 60-50 метров ниже, чем глиссада; при этом подход к глиссаде осуществлялся с незначительным набором высоты. В 7,2 километрах от взлётной полосы рейс 9223 пересёк глиссаду и до удаления 4,8 километров находился выше неё (максимальная высота самолёта над глиссадой составляла около 40 метров). После подхода к глиссаде второй пилот сообщил командиру, что выдерживание необходимой приборной скорости на глиссаде он берёт на себя и довольно быстро (после восклицания КВС: Да не надо так резко) уменьшил тягу двигателей с 78,81 кг/см² до 35,40 кг/см². Затем режим работы двигателей был уменьшен до 8,10 кг/см², что соответствовало 16° по указателю положения рычагов авиатоплива (УПРТ) или режиму малого газа и является нарушением требований РЛЭ Ан-12 (при полёте по глиссаде рычаги управления двигателями должны находиться в положении 43° по УПРТ. В положение соответствующему режиму малого газа (16° по УПРТ) рычаги управлениями двигателей устанавливаются перед началом выравнивания — на высоте 8-10 метров).
После уменьшения режима работы двигателей приборная скорость самолёта снизилась до 260 км/ч, что заставило второго пилота постепенно увеличивать режим работы двигателей, но выбранные им темп и степень увеличения режима работы двигателей оказались недостаточными для поддержания требуемой скорости полёта по глиссаде (270 км/ч). Уже на этом этапе полёта начало сказываться нервно-эмоциональное напряжение некоторых членов экипажа, которое было обусловлено решением командира совершать посадку в аэропорт Усть-Илимск в условиях на грани катастрофы. Также начало сказываться негативное влияние на работоспособность экипажа, причиной которого были ночной шестичасовой перелёт, большая разница в часовых поясах между аэропортом Ермолино (МСК) и Южно-Сахалинском (МСК+8) и три переноса вылета из Южно-Сахалинска.

### Катастрофа
В 18:35 экипаж (не выполнив предпосадочных проверок) доложил диспетчеру подхода о готовности к посадке в аэропорту Усть-Илимск. Диспетчер сообщил пилотам состояние погоды, которая в данный момент соответствовала разрешённому минимуму, а также, что ВПП свободна. На эту информацию наложилось сообщение штурмана: Вправо, вправо пошли, удаление 6, затем руль направления был отклонен на 4-6°, а правый элерон был отклонен на 19° вверх (крен вправо), что свидетельствовало о нахождении самолёта левее курса и о довороте вправо.
Затем штурман сообщил: Удаление 5. Хорошо. На курсе, на глиссаде. Сразу после данного сообщения КВС кратковременно отдал штурвал от себя, отклоняя руль высоты с целью более быстрого снижения, очевидно для того, чтобы скорее установить визуальный контакт с наземными ориентирами. К этому времени приборная скорость самолёта была 255 км/ч. По расчётам, с момента пересечения глиссады на удалении 4,8 километров от аэропорта Усть-Илимск и до момента столкновения с землёй полёт проходил ниже глиссады. Затем экипаж доложил о пролёте дальнего приводного радиомаяка (ДПРМ), что подтвердил диспетчер подхода, наблюдая отметку рейса 9223 на обзорном радиолокаторе. По расчётам, высота пролёта самолёта над дальним приводным радиомаяком составляла 170 метров, хотя по требованиям высота пролёта должна была составлять 195 метров; вертикальная скорость при этом составляла 5 м/сек. Приборная скорость самолёта уменьшилась до 250 км/ч.
После пролёта ДПРМ штурман сообщил: Низко. Низковато, что подтверждало нахождение самолёта ниже глиссады, но данная информация не была воспринята пилотами. КВС отдал штурвал от себя, вероятно продолжая поиск наземных ориентиров для посадки, в отрыве от показаний приборов и сообщений в кабине. Отклонение руля высоты вниз на 6° привело к увеличению вертикальной скорости снижения до 9 м/сек и ещё большей потере высоты. Начиная с этого момента, судя по записи речевого самописца, основное внимание экипажа было направлено на устранение бокового уклонения из-за неправильного или недостаточного учёта угла сноса на посадочном курсе; об этом свидетельствовали 11 подсказок командиру принять вправо за последние секунды полёта. При этом экипаж практически не контролировал скорость полёта, вертикальную скорость снижения и высоту полёта; к данному моменту взаимодействие между членами экипажа было нарушено.
Затем пилоты включили фары, но в данной ситуации это только усугубило её в части определения своего местонахождения относительно земли. За 14 секунд до катастрофы было зафиксировано сообщение: Вправо, вправо давай, при этом правый элерон был отклонён вверх на 21°, а руль направления до 8° вправо, в результате чего, согласно докладу штурмана, самолёт вышел на курс 260°. За 10 секунд до катастрофы бортмеханик (как достаточно опытный и менее всего загруженный член экипажа на этом этапе полёта и сохранивший целостное восприятие ситуации) высказал мнение о необходимости ухода на второй круг: Надо уходить, на которое КВС ответил: Хорошо, но никаких действий по уходу на второй круг не предпринял.
В течение оставшегося времени полёта, вплоть до падения самолёта на землю, второй пилот (по факту занимаясь только наблюдением внекабинного пространства) продолжал подсказывать командиру направление на ВПП, не замечая недопустимого уменьшения скорости самолёта, из-за этого не изменяя режим работы двигателей. За 8 секунд до катастрофы правый элерон был отклонён вниз на 8° для создания крена влево, а руль направления до 11° влево; КВС в этот момент (предположительно) корректировал траекторию полёта, чтобы выйти на посадочный курс. При этом приборная скорость рейса 9223 уменьшилась до 235 км/ч. Примерно в это время руководитель полётов аэропорта Усть-Илимск прибыл в здание, где размещаются диспетчерские пункты и увидел на контрольном экране обзорного радиолокатора, расположенного в помещении дежурной смены эксплуатации радиотехнического оборудования и связи (ЭРТОС), отметку рейса 9223, который продолжал заход на посадку. После этого он, согласно объяснительной записке и протоколу опроса, быстро поднялся по лестнице на второй этаж здания, где были расположены пункты диспетчера подхода и диспетчера посадки, на ходу крикнув диспетчеру подхода: Угоняй борт. После этого диспетчер подхода передал пилотам сообщение: 790, уходите на второй круг, но пилоты рейса 9223 уже не ответили; фраза диспетчера на самописце МС-61Б отсутствовала.
Расшифровка данных показала, что команда диспетчера подхода об уходе на второй круг была подана через 5 секунд после катастрофы. За 1,5 секунды до падения на землю на самописце МС-61Б оказались записаны несколько возгласов: Не снижайся; при этом самописец МСРП-12-96 зафиксировал резкое отклонение руля высоты до 16° на кабрирование, правый элерон был отклонён вверх, руль направления был отклонён вправо к нейтральному положению и незначительно был изменён режим работы двигателей. Информация, которая была зафиксирована самописцами, свидетельствовала о том, что пилоты за 1,5 секунды до катастрофы внезапно увидели холм и предприняли рефлекторные действия для предотвращения столкновения с ним. Вертикальная скорость при снижении самолёта от ДПРМ до места столкновения достигла 10 м/сек.
В 18:36 рейс 9223 врезался в холм, расположенный прямо по курсу посадки, высота которого над местным ландшафтом была 25—30 метров (403 метра над уровнем моря) и превышала высоту порога аэропорта на 3 метра. Место первого касания было на восточном склоне холма ниже вершины на 8 метров и в 2100 метров от торца взлётной полосы. Столкновение с холмом произошло хвостовой частью самолёта на скорости 235 км/ч с левым креном и магнитным курсом 275°. В месте первого касания разрушились створки грузового отсека и винты двигателя №2, затем самолёт (продолжая разрушаться) проехал через вершину холма и, проскользив по его западному склону ещё 230 метров, остановился. На месте катастрофы в районе отсека Ф-1 возник пожар, который практически полностью уничтожил фюзеляж самолёта; уцелела только хвостовая часть. Изучение обломков самолёта и бортовых самописцев показало, что отказов и неисправностей техники в полёте, а также пожара на борту самолёта в воздухе не было. Все 23 человека на борту самолёта погибли.

## Расследование
Комиссией было установлено, что причинами катастрофы рейса 9223 стали:
- ошибки пилотов рейса 9223;
- ошибки персонала дежурной смены УВД (РПА, зная о продолжении захода на посадку рейса 9223 в сложных метеорологических условиях на неподготовленную ВПП, не предпринял необходимых мер, а диспетчер подхода не выполнил указание РПА об отправке самолёта на запасной аэропорт и своевременно не сообщил об этом РПА).

Сопутствующими факторами стали:
- отсутствие необходимого оборудования на машине ППРП и её использование не по назначению;
- отсутствие должной организации прибытия и убытия смен УВД;
- плохие погодные условия[2][3][4].

### Комментарии
1. ↑  Здесь и далее указано магаданское время — MAGT
2. ↑  Здесь и далее указано иркутское время — IRKT